# Миньковецька сільська рада (Дунаєвецький район)
Минькове́цька сільська́ ра́да — адміністративно-територіальна одиниця та орган місцевого самоврядування в Дунаєвецькому районі Хмельницької області. Адміністративний центр — село Миньківці.

## Загальні відомості
Миньковецька сільська рада утворена в 1922 році.
- Територія ради: 49,444 км²
- Населення ради: 1 479 осіб (станом на 2001 рік)

## Населені пункти
Сільській раді підпорядковані населені пункти:
- с. Миньківці
- с. Городиська
- с. Катеринівка

## Склад ради
Рада складається з 16 депутатів та голови.

### Сільський голова
сільський голова: Олійник Наталія Василівна

число місяць і рік народження: 23 липня 1968 року 

освіта: вища, Кам'янець-Подільський педагогічний інститут 

спеціальність за освітою: вчитель початкових класів

### Секретар ради
секретар ради: Боднар Антоніна Іванівна

число місяць і рік народження: 17 березня 1962 року 

освіта: середня спеціальна, Хмельницький кооперативний технікум

спеціальність за освітою: товарознавець

### Керівний склад попередніх скликань
| Прізвище, ім'я, по батькові | Основні відомості                                                 | Дата обрання | Дата звільнення |
| --------------------------- | ----------------------------------------------------------------- | ------------ | --------------- |
| Олійник Наталія Василівна   | Сільський голова, 1968 року народження, освіта вища, позапартійна | 26.03.2006   | 31.10.2010      |
| Олійник Наталія Василівна   | Сільський голова, 1968 року народження, освіта вища, позапартійна | 31.10.2010   |                 |

Примітка: таблиця складена за даними сайту Верховної Ради України

### Депутати
За результатами місцевих виборів 2010 року депутатами ради стали:

#### За суб'єктами висування
| Суб'єкт висування           | Кількість обраних депутатів | %    |
| --------------------------- | --------------------------- | ---- |
| Самовисування               | 15                          | 93,8 |
| Партія «Демократичний Союз» | 1                           | 6,3  |

#### За округами
| № округу                    | Прізвище, ім'я, по батькові          | Дата визнання обраним | Освіта             | Партійна приналежність | Відомості про обраного депутата                                                               |
| --------------------------- | ------------------------------------ | --------------------- | ------------------ | ---------------------- | --------------------------------------------------------------------------------------------- |
| Партія «Демократичний Союз» |                                      |                       |                    |                        |                                                                                               |
| 5                           | Боднар Антоніна Іванівна             | 05.11.2010            | середня спеціальна | позапартійна           | Миньковецька сільська рада, секретар                                                          |
| Самовисування               |                                      |                       |                    |                        |                                                                                               |
| 1                           | Ніколаєв Олександр Вадимович         | 05.11.2010            | середня спеціальна | позапартійний          | Миньковецька дільнична лікарня, амбулаторний фельдшер                                         |
| 2                           | Котельнікова Лариса Сергіївна        | 05.11.2010            | середня спеціальна | позапартійна           | Миньковецька загальноосвітня школа І-ІІІ ст., педагог-організатор                             |
| 3                           | Гуськевич Сергій Миколайович         | 05.11.2010            | середня спеціальна | позапартійний          | тимчасово не працює                                                                           |
| 4                           | Гірняк Любов Володимирівна           | 05.11.2010            | вища               | позапартійна           | Миньковецька дільнична лікарня, лікар-терапевт                                                |
| 6                           | Сливка Любов Вікторівна              | 05.11.2010            | вища               | позапартійна           | Миньковецька загальноосвітня школа І-ІІІ ст., заступник директора з навчально-виховної роботи |
| 7                           | Думанська Марія Петрівна             | 05.11.2010            | середня спеціальна | позапартійна           | Миньковецька сільська рада, спеціаліст із ведення обліку земельних питань                     |
| 8                           | Баранчук Людмила Йосипівна           | 05.11.2010            | середня спеціальна | позапартійна           | Миньковецьке відділення зв'язку, начальник                                                    |
| 9                           | Піскорський Микола Валентинович      | 05.11.2010            | середня спеціальна | позапартійний          | Миньковецька дільнична лікарня, водій                                                         |
| 10                          | Онищук Віктор Владиславович          | 05.11.2010            | середня спеціальна | позапартійний          | Хмельницьке ТОВ «Тім Імпекс», робочий                                                         |
| 11                          | Кобилецька Галина Ростиславівна      | 05.11.2010            | середня спеціальна | позапартійна           | Миньковецька сільська бібліотека, завідувачка                                                 |
| 12                          | Чумак Юрій Петрович                  | 05.11.2010            | вища               | позапартійний          | Миньковецька ветеринарна аптека, ветеринарний лікар                                           |
| 13                          | Радішевський Станіслав Людвикович    | 05.11.2010            | середня            | позапартійний          | тимчасово не працює                                                                           |
| 14                          | Длужневський Володимир Олександрович | 05.11.2010            | середня спеціальна | позапартійний          | тимчасово не працює                                                                           |
| 15                          | Гавінська Тетяна Василівна           | 05.11.2010            | середня спеціальна | позапартійна           | Миньковецька загальноосвітня школа І-ІІІ ст., вчитель початкових класів                       |
| 16                          | Рудик Олена Миколаївна               | 05.11.2010            | середня спеціальна | позапартійна           | Миньковецька дільнична лікарня, медсестра                                                     |

### Склад виконавчого комітету ради V скликання
- Олійник Н. В. — сільський голова,
- Боднар А. І. — секретар ради,
- Швець А. Л. — директор ковбасного цеху,
- Тернавський Б. І. — гол.лікар Миньковецької дільничної лікарні,
- Брезицька О. Т. — лікар,
- Сливка Л. В. — завуч школи,
- Медвідь М. П. — керівник МПП «Миньківчанка»,
- Слободян О. А. — директор будинку культури,
- Матіящук С. А. — зав ФАП,
- Слободянюк Ж. Л. — вчитель ЗОШ,
- Рудий М. Г. — директор ТОВ «Ранок»,
- Завальницька А. П. — голова ради ветеранів,
- Шимкова О. В. — директор ЗОШ.